# 1629
Évszázadok: 16. század – 17. század – 18. század
Évtizedek: 1570-es évek – 1580-as évek – 1590-es évek – 1600-as évek – 1610-es évek – 1620-as évek – 1630-as évek – 1640-es évek – 1650-es évek – 1660-as évek – 1670-es évek
Évek: 1624 – 1625 – 1626 – 1627 –  1628 – 1629 – 1630 – 1631 – 1632 – 1633 – 1634

## Események

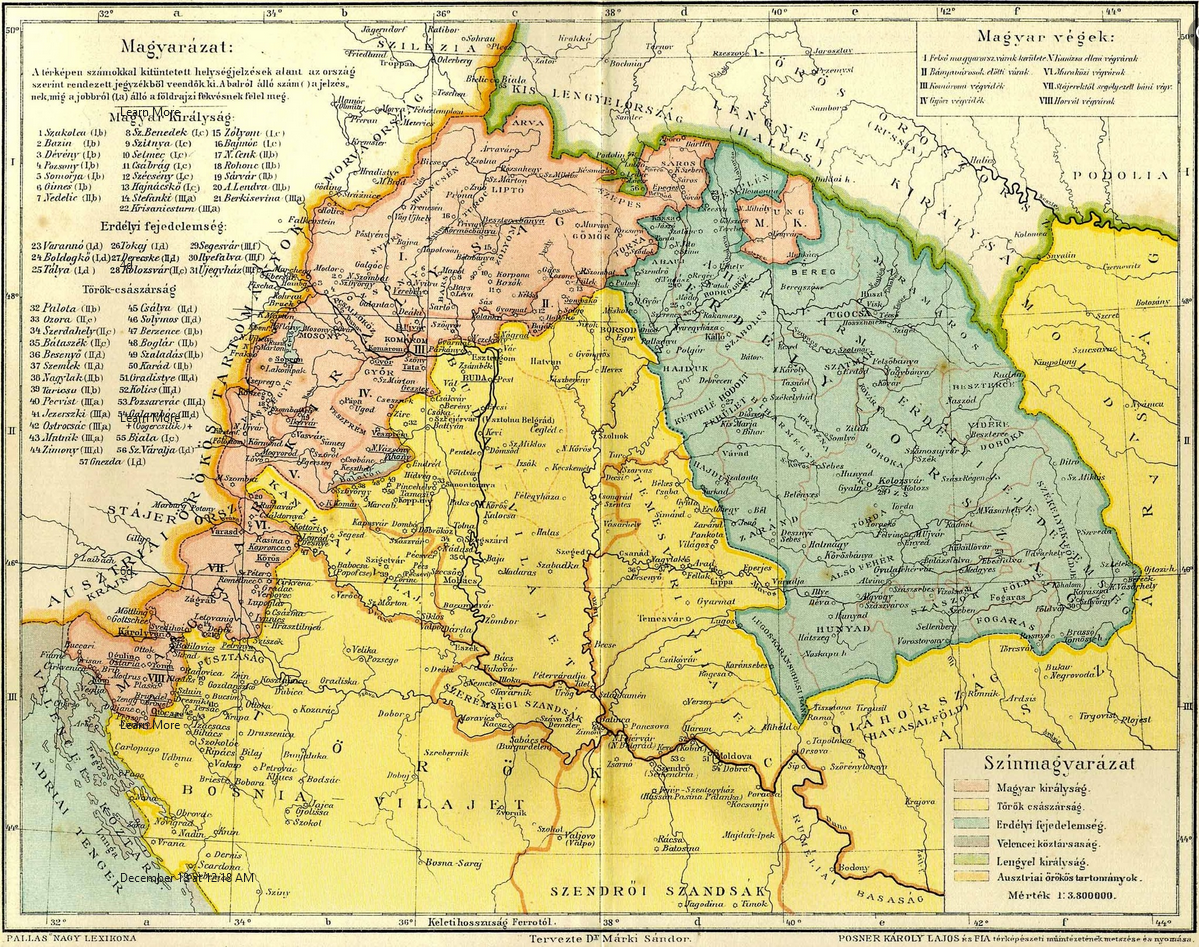
Magyarország 1629-ben

- szeptember 16. – Lengyelország és Svédország megköti az altmarki békét(wd), amely szerint Svédország megszerzi Livóniát, Lengyelország pedig visszakapja a porosz kikötőket.[1]
- Bethlen Gábor erdélyi fejedelem halála után Erdélyben kezdetét veszi Brandenburgi Katalin rövid ideig tartó uralma.[2]

## Születések
- április 1. – Jean-Henri d'Anglebert, zeneszerző és csembalista († 1691)
- április 14. – Christiaan Huygens, holland csillagász († 1695)
- augusztus 17. – Jan Sobieski Lengyelország királya és Litvánia nagyfejedeleme († 1696)
- augusztus 25. – Gyöngyösi István, magyar költő, alispán († 1704)

## Halálozások
- november 15. – Bethlen Gábor erdélyi fejedelem[3] (* 1580)